# Orpheus en Eurydice

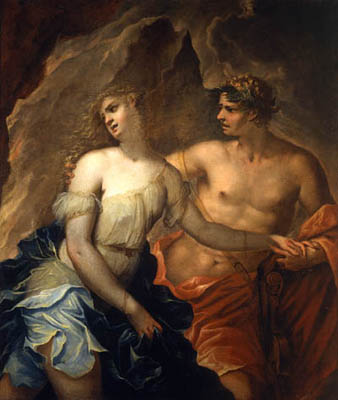
Orpheus en Eurydice, door Frederico Cervelli

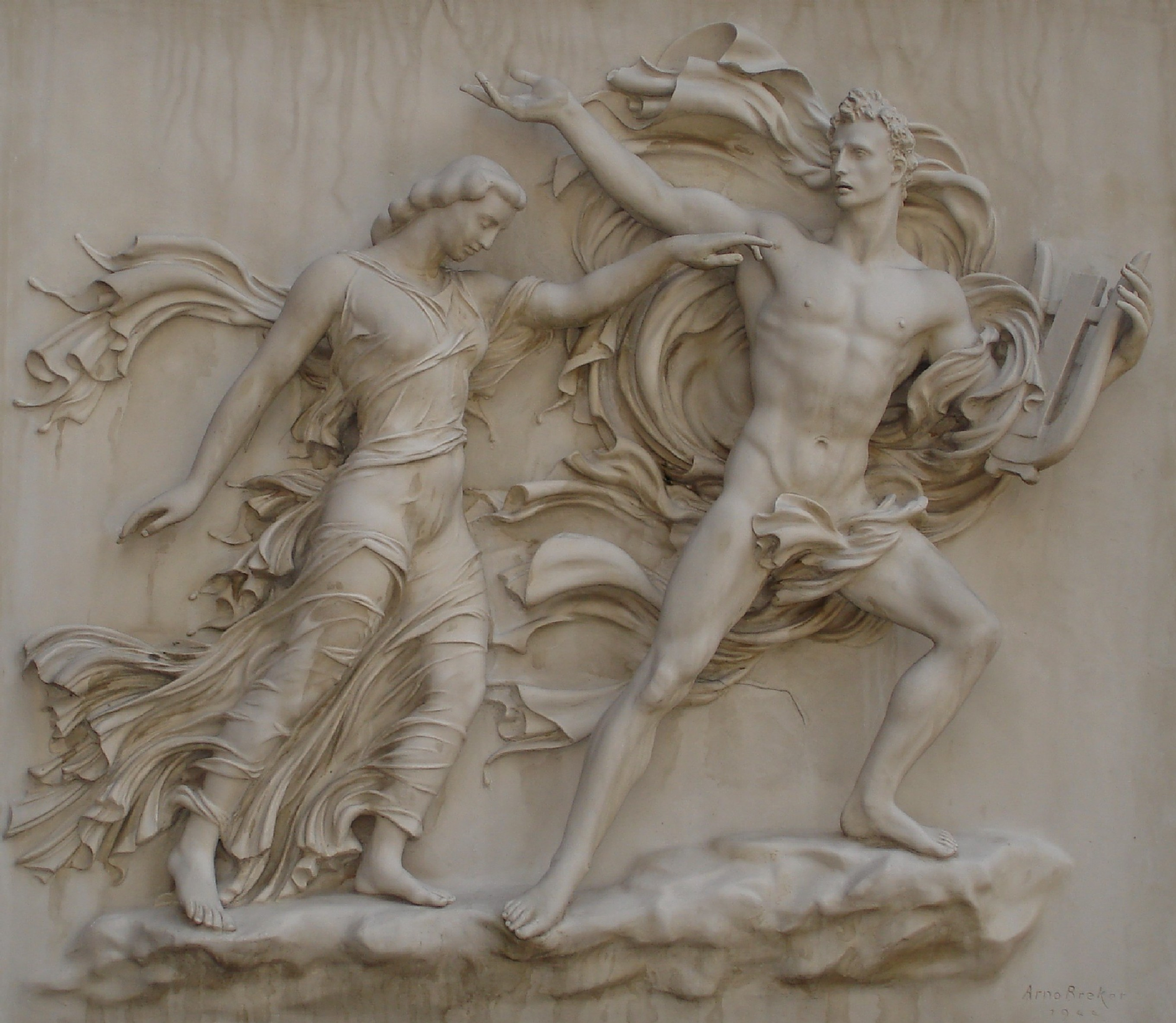
Arno Breker, Orpheus en Euridike (reliëf 1944)

Orpheus en Eurydice is een van de bekendste mythische liefdesgeschiedenissen uit de wereldliteratuur. Het verhaal werd door zowel Ovidius als Vergilius neergeschreven.

## Het verhaal
Door het hele land werd de fantastische zanger Orpheus geprezen. Hij was de zoon van koning Oiagros van Thracië en had van zijn moeder Calliope de gave van de zangkunst geërfd, waarmee hij alle mensen in vervoering bracht. Apollo schonk hem een lier en wanneer Orpheus zijn gezang liet horen, kon niemand de goddelijke macht ervan weerstaan. Alle dieren in de natuur, de bomen en zelfs de stenen bracht de zanger in beweging. Hij kon zijn geluk niet op toen hij de nimf Eurydice trouwde.
Het geluk was van korte duur. Toen de nimf achternagezeten werd door Aristaios, die haar wilde aanranden, werd zij door een adder gebeten. Het was een kleine wond, maar uiteindelijk stierf ze eraan. Orpheus kon zich echter geen leven zonder Eurydice voorstellen. Hij zong een klaaglied en toen omringden de wilde dieren hem en de bomen hielden hun ruisen in.
Orpheus bedacht een ongekend plan. Hij zou in de onderwereld neerdalen en de heerser over de schimmen smeken zijn echtgenote aan hem terug te geven. Bij de poort die naar de onderwereld leidde daalde hij af. Aangekomen bij de troon, waarop Hades met zijn vrouw Persephone als heerser over de doden zetelde, nam hij zijn lier en begon te zingen.
Toen gebeurde er in de onderwereld iets unieks. De schimmen luisterden naar de liefelijke klanken en weenden. Tantalus vergat, zoals hij wel gewoon was, te buigen naar het steeds terugwijkend water. De Danaïden dachten er niet meer aan de zeef te proberen te vullen. Sisyphos zat op de steen die hij telkens tegen een berg moest optorsen. Ook het koningspaar was diep ontroerd en besloot Eurydice weer met hem te verenigen, op één voorwaarde: Orpheus moest voor zijn geliefde lopen en mocht niet naar haar omkijken, voor ze het zonlicht hadden bereikt.
Zo liepen ze naar boven, Eurydice achter Orpheus, hij bleef haar vragen stellen, als: "Eurydice gaat alles goed? Eurydice ik heb je gemist!" Eurydice wilde dat hij haar vertrouwde en antwoordde één keer niet. Orpheus begon zich zorgen te maken en vroeg zich af of Eurydice wel degelijk mee was gekomen. Hij keek achter zich en zag dat hij een fout had gemaakt, want zij stond wel achter hem. De afspraak was verbroken en Eurydice mocht niet terugkeren naar de bovenwereld. 
Intens verdrietig keerde Orpheus terug naar zijn vaderland. Drie jaren verstreken en Orpheus zonderde zich steeds meer af. Niemand werd zozeer door de nimfen gehaat als hij, omdat hij van geen liefde voor vrouwen meer wilde weten (volgens Ovidius' Metamorfosen wijdde Orpheus zich exclusief aan de jongensliefde). Op een fatale dag kwam zelfs een groep Maenaden op Orpheus af, al roepend: "Daar is hij, de vrouwenhater, die niets meer van ons wil weten", en blind van haat scheurden zij Orpheus levend in stukken.
Orpheus' ziel zweefde omlaag naar het schimmenrijk, waar hij Eurydice omhelsde en sindsdien lopen ze samen gelukkig over de Elysese velden. En telkens als hij op haar vooruitliep, mocht hij ongestraft naar zijn geliefde omzien.

## In de kunst(wereld)
De mythe van Orpheus en Eurydice inspireerde tal van artiesten, vooral in de muziek, omdat Orpheus zowat het prototype is van de (ideale) zanger. Maar ook in de literatuur, toneelkunst, film en schilderkunst werden velen door de mythe geïnspireerd, waaronder de volgende:
- Jean Cocteau verfilmde het verhaal in 1950 als Orphée, gebaseerd op zijn gelijknamige toneelstuk uit 1926.
- Marcel Camus verfilmde in 1959 een Braziliaanse versie Orfeu Negro, gebaseerd op een toneelstuk van Vinicius de Moraes.
- Le Testament d'Orphée, film van Jean Cocteau uit 1960 met Pablo Picasso, Brigitte Bardot en Cocteau als zichzelf.
- Schilder Frederico Cervelli.
- Componist Claudio Monteverdi legde met L'Orfeo de basis van de klassieke opera.
- Christoph Willibald Gluck schreef Orfeo ed Euridice, waarvan de dans van de gelukzalige geesten een van de populairste stukken klassieke muziek is.
- Jacques Offenbach schreef de operette Orphée aux enfers. Het verhaal hiervan is een lichtvoetige variant op de mythe: Eurydice is hier een lichtzinnige vrouw en als zij sterft is Orpheus blij van haar af te zijn. De tocht naar de onderwereld om haar terug te halen onderneemt hij met tegenzin en slechts op aandrang van anderen.
- Franz Liszt schreef een symfonisch gedicht Orpheus.
- Kurt Weill maakte in 1926 een cantate op het gedicht 'Der Neuer Orpheus' van dichter Yvan Goll.
- Choreograaf George Balanchine maakte in samenwerking met componist Igor Stravinsky een dertig minuten durend ballet Orpheus in Hollywood, Californië in 1947.
- Het liedje From the Underworld van The Herd uit 1967 is gebaseerd op de legende.
- Frank Boeijen schreef een lied over het verhaal en bracht het uit op de cd-special Tedere tijd Orpheus.
- Het Orpheus-thema is dominant aanwezig in het grootste deel van het oeuvre van de Nederlandse dichter Gerrit Achterberg.
- Harry Mulisch gebruikte de mythe van Orpheus en Eurydice als achtergrond voor zijn boek Twee vrouwen.
- Steve Hackett baseerde een compositie voor gitaar en orkest op de mythe, getiteld Metamorpheus.
- Nick Cave bracht in 2004 een cd getiteld The Lyre of Orpheus uit en vertolkte in het titelnummer zijn interpretatie van het verhaal van Orpheus.
- Salman Rushdie gebruikte de mythe als basis voor zijn boek De grond onder haar voeten.
- Hubert Lampo schreef het boek Kasper in de Onderwereld, dat een directe vergelijking met de mythe is.
- Anais Mitchell bracht in 2010 de folk-opera Hadestown uit.
- Wim Vandekeybus baseerde de voorstelling “Blush” op het verhaal van Orpheus
- Jean Anouilh schreef een moderne uitvoering van dit verhaal als toneelstuk, “Eurydice”.
- Reinhard Mey zingt ‘Ich möchte wie Orpheus singen’.
- De roman What Dreams May Come van de Amerikaanse schrijver Richard Matheson uit 1978 en de gelijknamige Amerikaanse film uit 1998 van Vincent Ward vertonen sterke overeenkomsten met het verhaal van Orpheus en Eurydice.
- Neil Gaiman geeft Orpheus een plaats als de zoon van Morpheus in zijn stripsaga Sandman: The Song of Orpheus, opgenomen in de bundeling Fables and Reflections.
- Op Reflektor van de band Arcade Fire verwijzen enkele songs naar deze mythe.
- Czeslaw Milosz schreef het gedicht Orpheus en Eurydice, ter nagedachtenis aan zijn vrouw.
- Rainer Maria Rilke schreef Sonnetten aan Orpheus in 1922.
- De Israelische band Orphaned Land heeft een nummer genaamd "Like Orpheus".
- David Sylvian - song Orpheus from album Secrets of the Beehive 1987
- Jóhann Jóhannsson componeerde Orphée, minimalistische muziek
- Andrew Hozier-Byrne schreef het lied genaamd Talk over Orpheus and Eurydice

Verschillende muzikale instituten dragen Orpheus in hun naam, zoals:
- het Orpheusinstituut
- het Koninklijk Schiedams Mannenkoor Orpheus
- de Koninklijke Harmonie Orpheus uit Tilburg
- Orpheus (schouwburg) in Apeldoorn